# تروبردز
تروبردز یا اصیل‌ها (به انگلیسی: Thoroughbreds) یک فیلم کمدی سیاه مهیج آمریکایی به نویسندگی و کارگردانی کوری فینلی است که نخستین تجربه کارگردانی وی نیز به‌شمار می‌رود. در این فیلم بازیگرانی همچون اولیویا کوک، آنیا تیلور-جوی، آنتون یلچین، پاول اسپارکس و فرانسی سوئیفت ایفای نقش می‌کنند.
داستان فیلم دربارهٔ دختری دبیرستانی به نام لی‌لی (تیلور-جوی) است که به همراه دوستش آماندا (کوک) سعی در کشتن پدرخوانده لی‌لی دارند و در این راه با یک دلال مواد مخدر ارتباط برقرار می‌کنند. نخستین نمایش اصیل‌ها در تاریخ ۲۱ ژانویه ۲۰۱۷، و در طی جشنواره فیلم ساندنس بود و سپس توسط فوکس فیچرز در ۹ مارس ۲۰۱۸ در ایالات متحده اکران شد. با وجود اینکه فیلم با واکنش‌های مثبتی از سوی منتقدان همراه بود، اما تبدیل به بمب گیشه شد.